# Ferdinand Breunung
Ferdinand Erhard Breunung (* 2. März 1830 in Brotterode; † 22. September 1883 in Aachen) war ein deutscher Pianist, Organist, Dirigent, Komponist und langjähriger königlich städtischer Musikdirektor in Aachen.

## Leben und Wirken
Der Sohn des Lehrers und Organisten Christian Breunung aus Brotterode und der Anna Margaretha Lesser lernte bereits von frühauf das Klavier- und Orgelspiel zunächst bei seinem Vater. Nach seiner Schulzeit studierte er dann Klavier, Komposition und Dirigat am Konservatorium Leipzig, wo seine künstlerischen Fähigkeiten insbesondere von seinen dortigen Lehrern Felix Mendelssohn Bartholdy und Moritz Hauptmann in besonderer Weise geschätzt wurden.
Auf Grund dieser positiven Referenzen berief ihn im Jahr 1853 Ferdinand Hiller, Freund und Weggefährte Mendelssohns und Direktor des Konservatoriums Köln, zum Nachfolger von Carl Reinecke an seine Schule, der als Kapellmeister nach Barmen gewechselt hatte. Hier leitete Breunung nicht nur die Klavierklassen, sondern auch den Städtischen Gesangsverein und die Musikalische Gesellschaft Köln, das heutige Gürzenich-Orchester. Zu seinen bekanntesten Klavierschülern jener Zeit zählte unter anderem Max Bruch.
Auf Empfehlung von Franz Lachner, der einige Male Zeuge von Breunungs Fähigkeiten gewesen war und der durch seinen Einsatz beim Niederrheinischen Musikfest im Jahr 1861 über gute Kontakte nach Aachen verfügte, wurde Breunung im Jahr 1865 an das Theater Aachen berufen, wo er als Musikdirektor und Nachfolger von Franz Wüllner den Aachener Instrumentalverein übernahm. Darüber hinaus leitete er insgesamt sechsmal das Niederrheinische Musikfest, unter anderem zusammen mit Julius Rietz, Franz Lachner und Max Bruch, und gewann im Jahr 1873 unter dem Juryvorsitz von Carl Reinecke einen Sinfonie-Kompositions-Wettbewerb am Leipziger Gewandhaus. Ferdinand Breunung war in Aachen ein angesehener und erfolgreicher Orchesterleiter, was sich in den fortlaufenden Vertragsverlängerungen widerspiegelte. Seine erfolgreiche Laufbahn wurde erst durch seinen allzu frühen Tod nach längerer Krankheit im Jahr 1883 beendet. Breunung fand seine letzte Ruhestätte auf dem Heißbergfriedhof Burtscheid/Aachen. Er hinterließ seine Frau Charlotte, geb. Moser (1840–1908) und einen Sohn.